# Бедарьово
Бедарьо́во (рос. Бедарёво) — село у складі Новокузнецького району Кемеровської області, Росія. Входить до складу Красулинського сільського поселення.

## Населення
Населення — 392 особи (2010; 367 у 2002).
Національний склад (станом на 2002 рік):
- росіяни — 97 %